# Književnost u 1745.
◄◄ | ◄ | 1742. | 1743. | 1744. | 1745.  | 1746. | 1747. | 1748. | ► | ►►
Arhitektura • Astronomija • Biologija • Glazba • Kazalište • Kemija • Kiparstvo • Knjige • Književnost • Kršćanstvo • Medicina • Politika • Pravo • Promet • Slikarstvo • Znanost
Književnost u 1745.

## Svijet

### Smrti
- 19. listopada – Jonathan Swift, irski književnik (* 1667.)

## Vanjske poveznice
|  | Zajednički poslužitelj ima još gradiva o temi Književnost u 1745. |